# Aguilcourt
Aguilcourt é uma comuna francesa na região administrativa de Altos da França, no departamento de Aisne.

## Demografia
Em 2006 Aguilcourt apresentava uma população de 342 habitantes, distribuídos por 135 lares.
| 1962 | 1968 | 1975 | 1982 | 1990 | 1999 | 2006 | - | - |
| --- | ---- | ---- | ---- | ---- | ---- | ---- | - | - |
| 224 | 242  | 228  | 252  | 328  | 359  | 342  | - | - |
| Para os censos de 1962 a 2006 a população legal corresponde à popolução sem duplicidades, segundo define o INSEE. |      |      |      |      |      |      |   |   |